# فرانسیس اوکانر
فرانسیس اوکانر (به انگلیسی: Frances O'Connor) (زاده ۱۲ ژوئن ۱۹۶۷) بازیگر مشهور استرالیایی است.
از فیلم‌های معروف او می‌توان به بازی در فیلم هوش مصنوعی، رمزگویان باد، کتاب عشق، درباره آدام، ماشین جین منسفیلد، پیکادلی جیم و فرزند لازاروس اشاره کرد.
او برای بازی در سریال گمشده (ازدست‌رفته) نامزد جایزهٔ «بهترین بازیگر زن سریال کوتاه» در هفتاد و دومین مراسم گلدن گلوب شد.